# 3540 Protesilaos
3540 Protesilaos è un asteroide troiano di Giove del campo greco. Scoperto nel 1973, presenta un'orbita caratterizzata da un semiasse maggiore pari a 5,2739198 UA e da un'eccentricità di 0,1173650, inclinata di 23,29205° rispetto all'eclittica.
L'asteroide è dedicato a Protesilao, principe di Tessaglia.